# Joc de pilota d'Atherstone
El Joc de pilota d'Atherstone (en anglès: Atherstone Ball Game) és un joc de futbol de carnaval que es juga anualment el dimarts de carnaval a la ciutat anglesa d'Atherstone, Warwickshire.
El joc rememora un partit jugat entre els comtats de Leicestershire i Warwickshire l'any 1199, quan els equips van utilitzar una bossa d'or com a pilota, i que va guanyar Warwickshire.
S'han celebrat esdeveniments similars a moltes ciutats d'Anglaterra, però el joc d'Atherstone és actualment un dels almenys tres jocs d'aquest tipus que encara es juguen cada any pels volts de carnestoltes. Els altres són el Royal Shrovetide Football, que se celebra a Ashbourne, Derbyshire; així com The Alnwick Shrovetide Football Match celebrat a Alnwick, Northumberland.

## Visió general

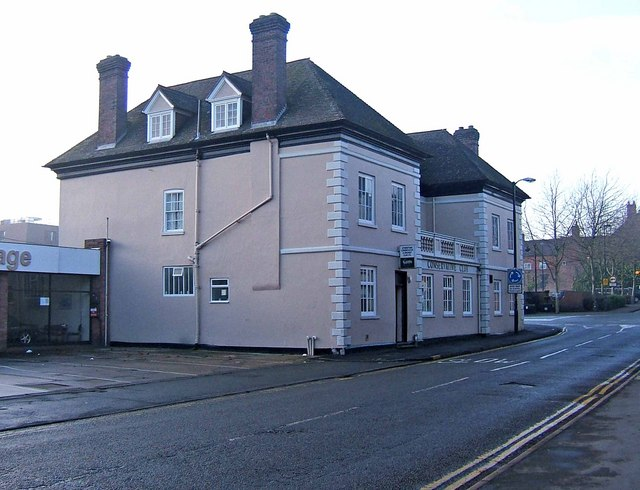
Atherstone Conservative Club a Long Street (conegut com a Connie) és el lloc des d'on es llança la pilota per començar el joc.

El joc de pilota d'Atherstone és un esdeveniment anual que es juga a Atherstone cada dimarts de carnaval. Les botigues de la ciutat estan tapiades per preparar la seva posada en escena, mentre que els nens locals poden sortir de l'escola d'hora aquest dia. El partit, de dues hores de durada, es juga al carrer principal de la ciutat, Long Street, on es veu com grups de jugadors competeixen per la possessió d'una pilota gegant feta especialment per a l'ocasió. El partit sol començar a les 15:00 del dimarts de carnaval amb el servei d'un convidat famós, normalment algú associat a la zona, que és convidat a llançar la pilota des del balcó de dalt del Atherstone Conservative Club (conegut localment com a Connie). El joc en si té poques regles, dues són que el terreny de joc està restringit a Long Street i que els participants no poden matar ningú. El guanyador es declara a les 17.00 hores i el títol recau en la persona que tingui la possessió de la pilota quan soni el xiulet. Abans del joc en si, es llancen dolços i cèntims als nens locals. La pilota està decorada amb cintes abans del partit, i també s'atorguen premis a qui en faci una, així com a la persona que aconsegueixi el cèntim d'or, llançat a la multitud poc abans de començar el joc.
El joc pot arribar a ser força intens a mesura que els jugadors competeixen per mantenir la pilota, amb roba arrencada i violència ocasional. El The New Zealand Herald l'ha descrit com un joc que "combina els millors aspectes de l'UFC, el voleibol i la famosa Persecució de la roda de formatge de Gloucester". L'esdeveniment està controlat per agents de la policia de Warwickshire, mentre que membres del servei d'ambulància de West Midlands estan en espera per tractar qualsevol ferida.
Els famosos que han començat el joc inclouen personalitats del món de l'esport, la interpretació i la televisió. Entre els que han llançat la pilota a la multitud hi ha el jugador de rugbi Wally Holmes el 1953, l'actor Sid James el 1963, el còmic Jimmy Tarbuck el 1968, el còmic Larry Grayson el 1976, l'antic entrenador de l'Aston Villa FC Brian Little el 1985 i el 2019, el futbolista Gordon Banks, el 1995, la presentadora de notícies de televisió Llewella Bailey, el 2000, i l'actriu Annette Badland el 2017. El cantant George Formby també va ser fotografiat al joc el 1937. El partit del 2020 va tenir dues personalitats per iniciar procediments, els antics futbolistes del Coventry City FC Dave Bennett i Kirk Stephens.

## Història

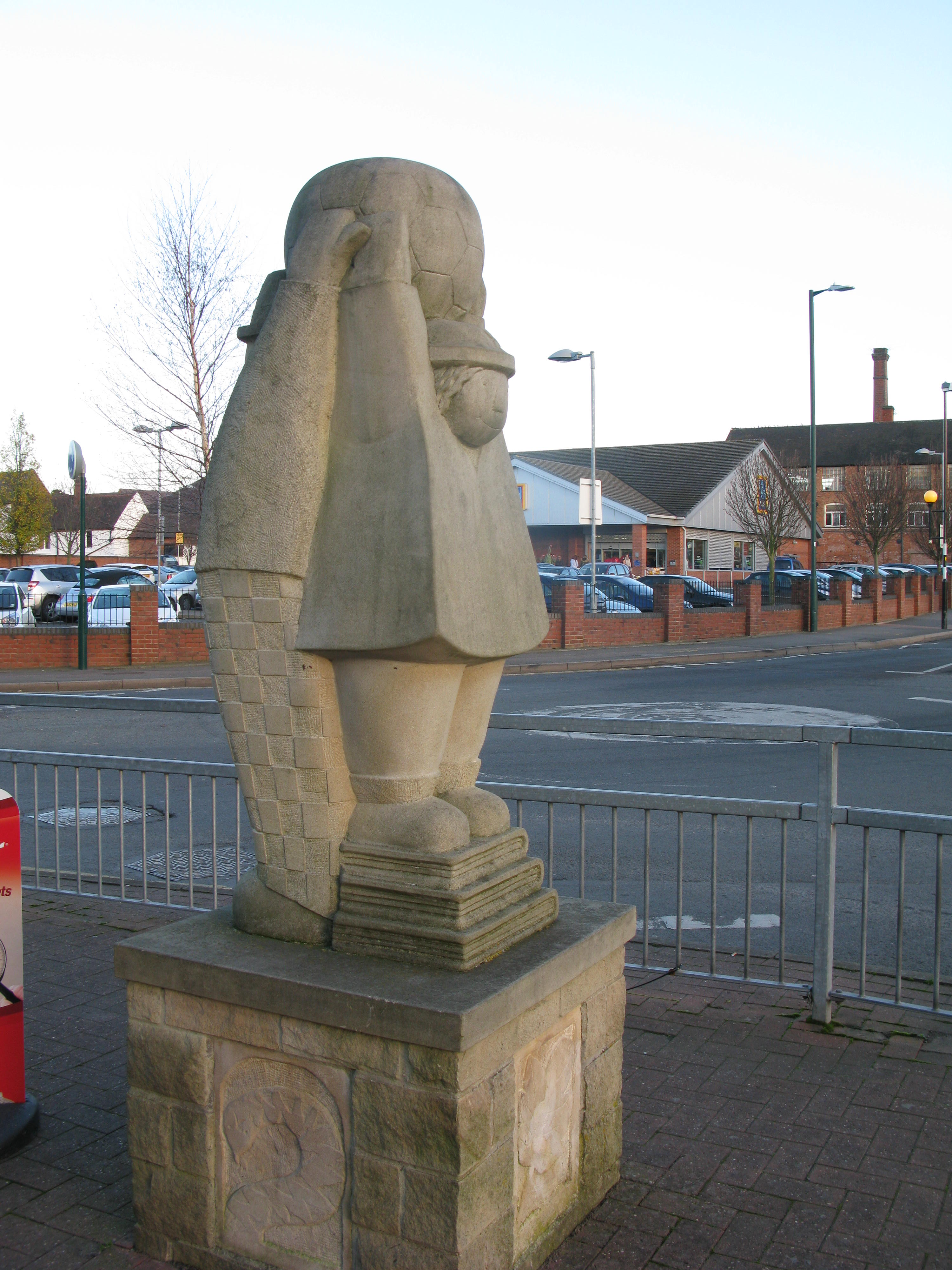
Una escultura del joc de pilota Atherstone creada per Michael Disley, que es troba davant del supermercat Co-op de la ciutat.

El joc de futbol medieval original honrat per l'esdeveniment anual es va celebrar a Atherstone l'any 1199, durant el qual van competir equips de Warwickshire i Leicestershire, utilitzant una bossa d'or com a futbol de futbol. Aquest "Match of Gold" original va ser guanyat per Warwickshire.
Els partits de futbol medievals eren més habituals abans del segle xx, però la seva naturalesa violenta va portar el govern de l'època a aprovar la Llei de carreteres de 1835 per evitar que es jugués als carrers, tot i que a Atherstone es continuaven fent partits. El 1901, un intent de la policia i les autoritats locals de prohibir també el joc Atherstone va ser rebutjat pels consellers de la parròquia. Abans de la dècada de 1970 el joc es jugava a tota la ciutat, però estava restringit a Long Street perquè la pilota sovint acabava al Canal de Coventry. L'any 1986, es va celebrar una reunió pública per determinar el futur del joc després que l'esdeveniment d'aquell any es descontrolés. El resultat d'aquesta reunió va ser la formació d'una comissió de Joc de Pilota, que ara té la responsabilitat d'organitzar l'esdeveniment.
Després que esclatés la violència al partit del 2019, el president del comitè, Rob Bernard, va suggerir que els responsables amenacessin el futur del joc: "En el passat, quan les coses s'han anat de les mans, hem dit que el futur del joc de pilota està sota control. Amb l'amenaça es calma una mica l'any següent. .. Però després s'hi torna de nou. És la seva naturalesa".
Després del partit d'aquell any, un clip de participants lluitant va rebre 3,4 milions de visualitzacions a Facebook, i un informe al diari Daily Mirror afirmava que l'orella d'un home havia estat arrencada durant la baralla. No obstant això, no es van registrar víctimes d'aquest tipus ni per la policia ni per les ambulàncies.
El partit de 2020, celebrat el 25 de febrer d'aquell any, es va aturar a la meitat del partit quan un comissari va emmalaltir després d'un infart al Club Conservador de la ciutat. Va ser atès al lloc dels fets pels socorristes, agents especials i paramèdics del servei d'ambulància de West Midlands, abans de ser traslladat a l'hospital, on va ser sotmès a procediments mèdics. Posteriorment es va crear una pàgina de JustGiving per proporcionar ajuda econòmica a la seva família.
Durant diversos anys la pilota va ser fabricada pel fabricant de roba esportiva Webb Ellis. Abans d'això, Alan Johnson, el muntador local de Market Street en va ser el fabricant durant els anys 50. Després del partit de 2017, Webb Ellis va cancel·lar el seu contracte per fer la pilota. Com a conseqüència, el tapixer d'Atherstone, Pete Smith, va rebre l'encàrrec de produir la pilota per al joc del 2018. Aquesta va ser la primera vegada que es feia la pilota a la localitat des del 1982. Smith va basar el seu disseny en una plantilla de cartró original feta per l'artesà local Brian Brown.
La cobertura del joc es va escoltar per primera vegada a la ràdio de la BBC el 1934, i les seves imatges es van mostrar per primera vegada a la televisió el 1958. El 2021, el joc es va cancel·lar per primera vegada en els seus 821 anys d'història a causa de la pandèmia de COVID-19.
El 2011, el Coventry Telegraph va informar que una nova urbanització a Austràlia que comparteix el seu nom amb Atherstone tenia ganes d'acollir una versió del joc de pilota i establir vincles amb el seu homòleg del Regne Unit. L'article citava Bob Turner, un regidor local de l'Ajuntament de Melton, que va dir: "Seria fantàstic importar el joc quan tinguem un carrer principal construït. Podria ser una bona manera de posar en marxa el carrer principal i la urbanització. Però probablement hauríem d'esbrinar primer les regles implicades!". Harold Taft, un membre de llarga durada del Comitè de Jocs de Pilota que recentment havia renunciat al càrrec, va dir que estaria disposat a oferir alguns consells a la nova ciutat, però que no voldria que creessin una rèplica exacta del joc.